# 400 mètres haies masculin aux Jeux olympiques d'été de 2008
Navigation
Athènes 2004 Londres 2012
L'épreuve du 400 mètres haies masculin aux Jeux olympiques de 2008 a lieu le 15 pour les séries, le 16 pour les demi-finales et le 18 août 2008 pour la finale, dans le Stade national de Pékin.
Les limites de qualification étaient de 49 s 20 pour la limite A et de 49 s 50 pour la limite B.

## Records
Avant cette compétition, les records dans cette discipline étaient les suivants :
| Record du monde  | 46 s 78 | Kevin Young | États-Unis | 6 août 1992 | Barcelone |
| Record olympique | 46 s 78 | Kevin Young | États-Unis | 6 août 1992 | Barcelone |

## Médaillés
| Or            | Argent         | Bronze           |
| Angelo Taylor | Kerron Clement | Bershawn Jackson |

## Résultats

### Finale (18 août)
| Rang | Pays           | Athlète            | Temps        |
| ---- | -------------- | ------------------ | ------------ |
| 1    | États-Unis     | Angelo Taylor      | 47 s 25 (PB) |
| 2    | États-Unis     | Kerron Clement     | 47 s 98      |
| 3    | États-Unis     | Bershawn Jackson   | 48 s 06      |
| 4    | Jamaïque       | Danny McFarlane    | 48 s 30 (SB) |
| 5    | Afrique du Sud | L. J. van Zyl      | 48 s 42      |
| 6    | Pologne        | Marek Plawgo       | 48 s 52 (SB) |
| 7    | Jamaïque       | Markino Buckley    | 48 s 60      |
| 8    | Grèce          | Periklís Iakovákis | 49 s 96      |

### Demi-finales (16 août)
| Rang | Pays           | Athlète              | Temps          |
| ---- | -------------- | -------------------- | -------------- |
| 1    | États-Unis     | Angelo Taylor        | 47 s 94 Q (SB) |
| 2    | États-Unis     | Bershawn Jackson     | 48 s 02 Q (SB) |
| 3    | Afrique du Sud | L. J. van Zyl        | 48 s 57 Q      |
| 4    | Pologne        | Marek Plawgo         | 48 s 75 Q      |
| 5    | Jamaïque       | Isa Phillips         | 48 s 85        |
| 6    | Russie         | Aleksandr Derevyagin | 49 s 23        |
| 7    | Afrique du Sud | Pieter de Villiers   | 49 s 44        |
| 8    | Porto Rico     | Javier Culson        | 49 s 85        |

| Rang | Pays           | Athlète            | Temps          |
| ---- | -------------- | ------------------ | -------------- |
| 1    | États-Unis     | Kerron Clement     | 48 s 27 Q      |
| 2    | Jamaïque       | Danny McFarlane    | 48 s 33 Q (SB) |
| 3    | Jamaïque       | Markino Buckley    | 48 s 50 Q (PB) |
| 4    | Grèce          | Periklís Iakovákis | 48 s 69 Q (SB) |
| 5    | Afrique du Sud | Alwyn Myburgh      | 49 s 16        |
| 6    | Belize         | Jonathan Williams  | 49 s 64        |
| 7    | Brésil         | Mahau Sugimachi    | 50 s 16        |
| 8    | Panama         | Bayano Kamani      | 50 s 48        |

### Séries (15 août)
26 athlètes, seulement, étaient inscrits et ont été répartis dans quatre séries.
Les trois premiers de chaque série et les quatre meilleurs temps se sont qualifiés pour les demi-finales.
Le champion olympique en titre Felix Sánchez est éliminé dès les qualifications.
| Rang | Pays           | Athlète            | Temps        |
| ---- | -------------- | ------------------ | ------------ |
| 1    | États-Unis     | Bershawn Jackson   | 49 s 20 Q    |
| 2    | Afrique du Sud | Pieter de Villiers | 49 s 24 Q    |
| 3    | Brésil         | Mahau Sugimachi    | 49 s 45 Q    |
| 4    | Belize         | Jonathan Williams  | 49 s 61 q    |
| 5    | Japon          | Kenji Narisako     | 49 s 63      |
| 6    | Portugal       | Edivaldo Monteiro  | 49 s 89 (SB) |
| 7    | Niger          | Harouna Garba      | 55 s 14      |

| Rang | Pays           | Athlète              | Temps          |
| ---- | -------------- | -------------------- | -------------- |
| 1    | États-Unis     | Angelo Taylor        | 48 s 67 Q      |
| 2    | Jamaïque       | Danny McFarlane      | 48 s 86 Q      |
| 3    | Afrique du Sud | Alwyn Myburgh        | 48 s 92 Q (SB) |
| 4    | Panama         | Bayano Kamani        | 49 s 05 q (SB) |
| 5    | Russie         | Aleksandr Derevyagin | 49 s 19 q      |
| 6    | Mali           | Ibrahim Maïga        | 50 s 57        |

| Rang | Pays           | Athlète           | Temps          |
| ---- | -------------- | ----------------- | -------------- |
| 1    | Jamaïque       | Markino Buckley   | 48 s 65 Q (PB) |
| 2    | Afrique du Sud | L. J. van Zyl     | 48 s 86 Q      |
| 3    | Pologne        | Marek Plawgo      | 49 s 17 Q      |
| 4    | Porto Rico     | Javier Culson     | 49 s 60 q      |
| 5    | Chine          | Yan Meng          | 49 s 73 (SB)   |
| 6    | Kirghizistan   | Aleksey Pogorelov | 51 s 47        |

| Rang | Pays                      | Athlète             | Temps        |
| ---- | ------------------------- | ------------------- | ------------ |
| 1    | États-Unis                | Kerron Clement      | 49 s 42 Q    |
| 2    | Grèce                     | Periklís Iakovákis  | 49 s 50 Q    |
| 3    | Jamaïque                  | Isa Phillips        | 49 s 55 Q    |
| 4    | Japon                     | Dai Tamesue         | 49 s 82      |
| 5    | République dominicaine    | Felix Sánchez       | 51 s 10      |
| 6    | Papouasie-Nouvelle-Guinée | Mowen Boino         | 51 s 47 (SB) |
| 7    | Kazakhstan                | Yevgeniy Meleshenko | ab.          |

## Légende
Records et Performances
- AR : Record continental (area record)
- CR : Record des championnats (championship record)
- MR : Record du meeting (meet record)
- NR : Record national (national record)
- OR : Record olympique (olympic record)
- PR : Record paralympique (paralympic record)
- PB : Record personnel (personal best)
- SB : Meilleure performance personnelle de la saison (season's best)
- WL : Meilleure performance mondiale de l'année (world leader)
- WJR : Record du monde junior (world junior record)
- WR : Record du monde (world record)

Circonstances et Conditions
- DNF : N'a pas terminé (did not finish)
- DNS : N'a pas pris le départ (did not start)
- DQ : Disqualification (disqualification)
- NM : Aucun essai valable enregistré (No Mark)
- Q : Qualifié « directement » au prochain tour (ou à la prochaine compétition), lors d'une compétition majeure, grâce au classement ou à la réalisation des minima (automatic qualifier)
- q : Qualifié au prochain tour (ou à la prochaine compétition), lors d'une compétition majeure, grâce au repêchage ou à la réalisation de l'une des meilleures performances parmi celles des « non qualifiés directement » (grâce au meilleur temps ou à la meilleure distance par exemple) (secondary qualifier)